# Razionalizzazione (psicologia)

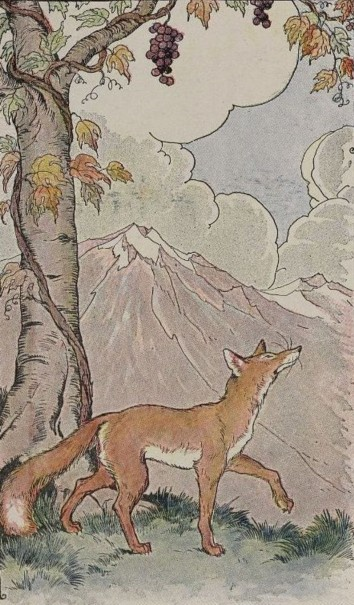
La volpe e l'uva: "Nondum matura est, nolo acerbam sumere"

La razionalizzazione, in psicologia, è un meccanismo di difesa della psiche umana.
L'espressione, introdotta da Ernest Jones in un articolo del 1908, indica il tentativo di "giustificare", attraverso spiegazioni, argomenti, ipotesi "di comodo", un fatto o processo relazionale che il soggetto ha trovato angoscioso, o che ha generato in lui la percezione di una dissonanza cognitiva. In altre parole, la razionalizzazione consiste nell'atteggiamento mentale di mascherare sentimenti, idee e comportamenti percepiti come conflittuali con le proprie vere motivazioni pulsionali o con la realtà, così da contenere e gestire un'angoscia di tipo nevrotico o psicotico.
Nella celebre favola attribuita a Esopo, La volpe e l'uva, la reazione dell'animale di fronte all'insuccesso della sua azione (Nondum matura est, nolo acerbam sumere, nella versione latina di Fedro)  è considerata una forma esemplare di razionalizzazione.
Procedimenti di razionalizzazione occorrono spesso nell'esperienza comune e quotidiana, venendo spesso usati nelle tecniche di neutralizzazione  messe in campo dall'individuo e la società per soluzione, o attenuazione, dei conflitti derivanti da comportamenti trasgressivi, illecite, o devianti.